# Hobo (Kolumbia)
Hobo – miasto w Kolumbii, w departamencie Huila.